# Alina Militaru
Alina Militaru (n. 10 aprilie 1982, România) este o fostă săritoare în lungime română.

## Carieră
S-a apucat de atletism în 1991. Prima ei performanță notabilă a fost medalia de bronz la Campionatul Mondial de Juniori (sub 18) din 1999 de la Bydgoszcz. În același an a obținut locul 4 la Campionatul European de Juniori (sub 20).
La Campionatul European de Juniori (sub 20) din 2001 de la Grosseto ea a câștigat medalia de argint. În 2003 a ocupat locul 4 la Campionatul European de Tineret (sub 23) și la Universiada de la Daegu a câștigat medalia de argint. La naționalele din 2004 a stabilit recordul său personal cu o săritură de 6,73 m, îndeplinind baremul pentru Jocurile Olimpice, dar la Atena nu a reușit să se califice în finală.
În 2005 ea a obținut locul 7 la Campionatul European în sală. Compatrioata sa Adina Anton a câștigat medalia de bronz la o diferență de doar 6 cm. La Campionatul European în sală din 2007 Alina Militaru a ocupat locul 6 și la Campionatul European în sală din 2009 s-a clasat pe locul 10.
După ce s-a retras a devenit antrenor și profesor de sport.

## Realizări
| An   | Competiție                               | Locație              | Loc | Note   |
| ---- | ---------------------------------------- | -------------------- | --- | ------ |
| 1999 | Campionatul Mondial de Juniori (sub 18)  | Bydgoszcz, Polonia   | 3   | 6,22 m |
| 1999 | Campionatul European de Juniori (sub 20) | Riga, Letonia        | 4   | 6,23 m |
| 2000 | Campionatul Mondial de Juniori (sub 20)  | Santiago, Chile      | 10  | 5,99 m |
| 2001 | Campionatul European de Juniori (sub 20) | Grosseto, Italia     | 2   | 6,32 m |
| 2003 | Campionatul European de Tineret (sub 23) | Bydgoszcz, Polonia   | 4   | 6,55 m |
| 2003 | Universiada                              | Daegu, Coreea de Sud | 2   | 6,45 m |
| 2004 | Jocurile Olimpice                        | Atena, Grecia        | –   | FR     |
| 2005 | Campionatul European în sală             | Madrid, Spania       | 7   | 6,53 m |
| 2005 | Jocurile Francofoniei                    | Niamey, Niger        | 3   | 6,22 m |
| 2006 | Campionatul European                     | Göteborg, Suedia     | 23  | 6,20 m |
| 2007 | Campionatul European în sală             | Birmingham, Anglia   | 6   | 6,45 m |
| 2007 | Campionatul Mondial                      | Osaka, Japonia       | 14  | 6,58 m |
| 2009 | Campionatul European în sală             | Torino, Italia       | 10  | 6,43 m |
| 2009 | Jocurile Francofoniei                    | Beirut, Liban        | 1   | 6,49 m |

## Recorduri personale
| Probă           | Performanță | Dată              | Locație   |
| --------------- | ----------- | ----------------- | --------- |
| Lungime         | 6,73 m      | 7 august 2004     | București |
| Lungime în sală | 6,60 m      | 18 februarie 2006 | București |